# Arménský ordinariát pro východní Evropu
Arménský ordinariát pro východní Evropu je ordinariát arménské katolické církve, sídlící v Arménii.

## Území
Ordinariát zahrnuje jurisdikci nad všemi arménskými katolíky v Arménii, Gruzii, v Rusku, v Bělorusku, v Estonsku, v Litvě a Lotyšsku.
Ordinářským sídlem je město Gjumri, kde se také nachází hlavní chrám Katedrála Svatých Mučedníků. Rozděluje se do 37 farností.
K roku 2013 měl 420 000 věřících, 9 diecézních kněží, 6 řeholních kněží, 11 řeholníků a 20 řeholnic. V roce 2021 měl 618 000 věřících ve 44 farnostech, 12 diecézních kněží, 6 řeholních kněží, 5 trvalých jáhnů, 10 řeholníků a 20 řeholnic.

## Historie
Ordinariát byl založen 13. července 1991.
Zejména v Rusku a na Ukrajině jsou věřící z důvodu malého počtu svěřeni latinským kněžím.

## Seznam ordinářů
- Nerses Der Nersessian, C.A.M. (1991-2005)
- Neshan Karakéhéyan, I.C.P.B. (2005-2010)
  - Vahan Ohanian (2010-2011) - apoštolský administrátor
- Raphaël François Minassian (2011-2021)
  - kněz Mikael Bassalé, ICPB (nar.16.1.1969) - od 17. května 2022 do 21. srpna 2024 apoštolský administrátor
- Kevork Noradounguian (od 2024)